# 杜尔贝战役

13世纪初，骑士团发动十字军之前的波罗旳部落

杜尔贝战役是中世纪利沃尼亚十字军入侵时期，在距今拉脱维亚利耶帕亚以东23公里处的杜尔贝附近发生的战役。 1260年7月13日，萨莫吉希亚人彻底击败来自普鲁士的条顿骑士团和来自利沃尼亚的利沃尼亚骑士团的联军。150名骑士皆战死于此役，其中包括利沃尼亚骑士团团长布尔哈尔德·冯·霍尔恩豪森和普鲁士地区主帅亨里克·博特尔。这是到目前已知13世纪骑士团的最大失利：其第二大失利为埃兹卡乌克战役，共71名骑士战死。这场战役引发大普鲁士起义（1274年结束），和瑟米加利亚人（1290年投降）与库洛尼亚人（1267年投降）的起义。此役将骑士团20多年来对利沃尼亚的征服所带来的成果化为乌有，利沃尼亚骑士团需花30多年的时间恢复其统治。

## 背景
利沃尼亚骑士团自1253年就与萨莫吉希亚人交战，这时明道加斯加冕为立陶宛国王，并将萨莫吉希亚的部分土地让给骑士团。萨莫吉希亚人不承认这次割让，并为他们的独立而战。对骑士团而言，萨摩吉希亚极具战略意义，因为拥有它便能将他们在普鲁士和利沃尼亚的土地联系在一起。萨摩吉希亚1257年在新建立的梅梅尔城堡（克莱佩达）附近杀死12名骑士，此后双方签署为期2年的停战协议。停战期满，萨摩吉希亚人便入侵库尔兰，并在1259年斯库奥达斯战役中击败骑士团。如此胜利激励瑟米加利亚人奋起反抗。骑士团此时转为战略战争阶段，向特尔韦特发起进攻，以期将这个瑟米加利亚前哨变成条顿城堡。进攻失败后，他们在附近的多贝莱和格奥尔根堡（也许在现尤尔巴尔卡斯附近）修筑要塞（两地皆位于萨摩吉希亚）。瑟米加利亚人进攻多贝莱，但因为缺乏攻城战术，伤亡颇大。 萨摩吉希亚人则没有直接进攻格奥尔根堡，而是在附近修筑要塞，阻断其物资供应并连续不断地骚扰骑士团的要塞。

## 战斗
利沃尼亚骑士团大团长布尔哈尔德·冯·霍尔恩豪森组织大军与萨莫吉希亚人交战。1260年1月25日，骑士团从亚历山大四世得到教宗诏书，保佑骑士团，并与马佐夫舍公爵谢莫韦特一世签订和约。普鲁士、利沃尼亚骑士团与其盟友的军队在梅梅尔城堡会合，计划增援被包围的格奥尔根堡。但是，他们得知萨摩吉希亚大军突袭库尔兰，骑士团决定向现拉脱维亚进军，抵御萨莫吉希亚人的袭击。双方在杜尔贝湖南岸遭遇。
骑士团内部发生内讧，使其战力大受影响。举例而言，爱沙尼亚的丹麦人拒绝下马作战，虽然骑兵并不适合在沼泽地作战。战役打响时，当地的库洛尼亚人拒绝与骑士团合作，因为骑士团拒绝从萨摩吉希亚营中解放任何被俘的库洛尼亚人。彼得·冯·杜斯伯格甚至称，库洛尼亚人甚至从后部攻击骑士团。爱沙尼亚人和其他原住民随后也都和库洛尼亚人一样，拒绝同骑士团合作。遭遇如此背叛，骑士团四面楚歌，遭受重大伤亡。150名左右的骑士与几百名世俗骑士或低级士兵战死沙场。
尽管《利沃尼亚韵律诗编年史》中详细地描述了战役经过，但是当时并没有文献提及萨莫吉希亚人的统帅。只有西蒙·格拉瑙在他的编年史（编写于1517年到1526年间）中提出，这位统帅是特莱尼奥塔。1982年，历史学家埃德瓦尔达斯·古达维丘斯发表研究成果，称特莱尼奥塔不是萨莫吉希亚人，自然也不能统帅一支萨摩吉希亚军队。因加·巴拉瑙斯凯内提出，这场战役为阿尔米纳斯所发起，他在1256年前被选为萨摩吉希亚长老。

## 后续
战役之后，波罗的海地区各地爆发大大小小的起义活动反抗条顿骑士团的统治，其中包括大普鲁士起义，从1260年持续至1274年。瑟米加利亚人反叛30年， 库尔兰在1267年投降。库洛尼亚人与萨莫吉希亚人向位于文塔河以西的条顿城堡发起进攻。1261年，在归途中，异教徒又在列瓦尔德附近击败骑士团，杀死10名骑士。此役将骑士团20多年来对利沃尼亚的征服所带来的成果化为乌有，利沃尼亚骑士团需花30多年的时间恢复其统治。
大捷之后，据称特莱尼奥塔公爵说服其舅舅立陶宛国王明道加斯放弃基督教，终结与条顿骑士团之间的休战状态。特莱尼奥塔组织对利沃尼亚的军事行动，并得到立陶宛人的支持。1263年特莱尼奥塔暗杀明道加斯，篡夺立陶宛大公之位，并恢复异教信仰。接下来的政局动荡使立陶宛大公国未能充分利用骑士团的衰落。但是，骑士团当时正全力镇压叛乱地区，到1280年为止还没有对立陶宛显示出更大威胁。在这一层面上，这场大捷为新生的立陶宛国家争取时间，使其成熟、巩固地位、并进行扩张，直到面对全面的十字军入侵为止。 